# Камденская ратуша
Камденская ратуша, до 1965 года известная как Сент-Панкраская ратуша (англ. Camden Town Hall) — штаб-квартира лондонского городского совета Камдена. Главный вход находится на Джадд-стрит, а его северный фасад простирается вдоль Юстон-Роуда, напротив главного фасада железнодорожного вокзала Сент-Панкрас. С 1996 года оно было внесено в список II степени.

## История
В начале 20-го века городской совет располагался в ризнице офисов 19-го века на Сент-Панкрас-Уэй, которые были введены в эксплуатацию для прихода Сент-Панкрас. После того, как общественные лидеры обнаружили, что офисы ризницы не соответствуют их потребностям, они решили построить специально построенный объект: участок, выбранный на Юстон-роуд, ранее был занят некоторыми террасными домами в георгианском стиле.
Новое здание было спроектировано Альбертом Томасом, который также разработал схемы жилья для городского совета Сент-Панкрас в неоклассическом стиле. Строительство, предпринятое Dove Brothers из Ислингтона, включало металлический каркас, облицованный портлендским камнем, и работы начались в 1934 году. Дизайн предусматривал симметричный главный фасад с 13 нишами, выходящими на Джадд-стрит; центральная часть из трех отсеков имела три дверных проема на первом этаже; на каждом из первого и второго этажей было по три окна, окруженных огромными коринфскими ордерами колоннами, поддерживающими фронтон. Над центральным окном первого этажа воздвигнута резьба с изображением герба городка. Дизайн фасада Юстон-роуд включал 23 ниши с двумя секциями, спроектированными в том же стиле, что и фасад Джадд-стрит, то есть с окнами, окруженными огромными колоннами коринфского ордера, поддерживающими фронтоны. Основными помещениями внутри был актовый зал на первом этаже на востоке здания, а также зал совета и кабинет мэра на первом этаже на западе здания. Здание было официально открыто в октябре 1937 года.
"Карибский карнавал", предшественник Ноттинг-Хиллского карнавала, был проведен 30 января 1959 года в ратуше и организован активисткой Клаудией Джонс в ответ на расовые беспорядки в Ноттинг-Хилле и состояние расовых отношений в Великобритании в то время. Несколько месяцев спустя, 27 мая 1959 года, Принцесса Маргарет присутствовала на собрании Национального общества по предотвращению жестокого обращения с детьми в ратуше.
Здание служило штаб-квартирой столичного округа Сент-Панкрас и продолжало функционировать в качестве местной резиденции правительства после образования лондонского округа Камден в 1965 году. В 1977 году к востоку от основного здания была построена восьмиэтажная пристройка по проекту управления городской архитектуры. Он был спроектирован в современном архитектурном стиле и обшит белыми сборными панелями с изогнутыми углами окон. Зимний сад на крыше был добавлен в 1990-х годах.
В феврале 2020 года совет начал программу ремонтных работ по планам, подготовленным Purcell. Работы, которыми управляет Lendlease с ориентировочной стоимостью 40 миллионов фунтов стерлингов, включают восстановление исторических территорий, используемых советом, и перепланировку цокольного и верхних этажей, чтобы эти этажи можно было сдавать в аренду.